# Jacques Herzog
Jacques Herzog (* 19. dubna 1950) je švýcarský architekt, profesor a spoluzakladatel architektonické kanceláře Herzog & de Meuron.

## Život
V roce 1975 vystudoval ETH v Curychu. Následně se zde stal asistentem profesora Dolfa Schnebliho. V roce 1978 zakládá v Basileji architektonickou kancelář Herzog & de Meuron. Následující léta strávil učením na několika amerických univerzitách. Jednalo se o Cornellovu univerzitu, Harvardovu univerzita a Tulanovu univerzitu.V roce 1999 se rozhodl vrátit do rodného Švýcarska a opět začal učit na ETH.

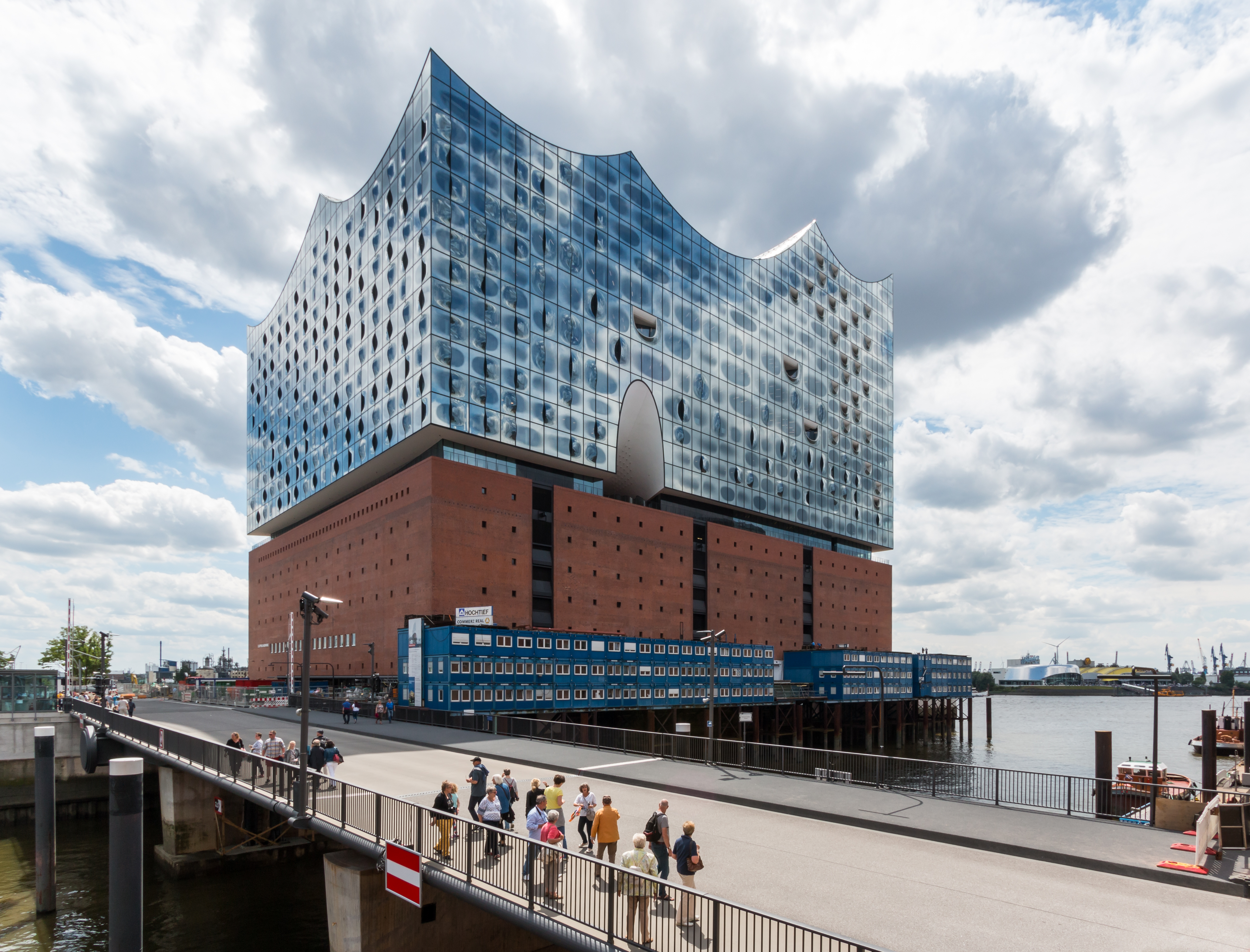
Labská filharmonie

## Nejznámější díla
- Feltrinelli Porta Volta (2016)
- Výstavní sklad nábytku v areálu Vitra (2016)
- Blavatnik Bulding (2016)
- Labská filharmonie (2016)
- Muzeum kultur (2010)
- Návštěvnické centrum Vitra (2010)
- Národní stadion (2008)
- Fotbalový stadion St. Jakob (2002)